# Ryszard Malinowski (duchowny)
Ryszard Malinowski (ur. 3 kwietnia 1871 w Warszawie, zm. 11 grudnia 1927 w Łodzi) – kanonik kapituły, ksiądz kanonik, profesor.

## Życiorys
Malinowski był uczniem III Gimnazjum Warszawskiego. Po ukończeniu szkoły średniej wstąpił do Seminarium Duchownego w Warszawie. W 1896 został wyświęcony, a następnie został wikarym w Kamieńczyku. Wyjechał do Rzymu na studia na Uniwersytecie Papieskim, gdzie zdobył tytuł licencjata prawa kanonicznego. W 1898 wyjechał do Żyrardowa, w 1899 do Gostynina, a następnie do parafii Podwyższenia Świętego Krzyża w Łodzi – w których pełnił funkcję wikariusza parafii. W Łodzi zaangażował się, oprócz posługi kapłańskiej, także w wymianę ogrodzenia, budowę bramy i kaplicy cmentarnej na cmentarzu Zarzew oraz w budowę kościoła. Od 1900 rozpoczął nauczanie w szkołach fabrycznych i zamieszkał na Widzewie gdzie pełnił posługę do 1906. Podczas rewolucji 1905 roku założył tanie kuchnie dla robotników. Następnie angażował się w budowę szkół, współfinansując ich powstanie oraz prowadził zajęcia szkolne w Szkole Rzemieślniczej. W latach 1906–1914 mieszkał w mieszkaniu przy parafii Podwyższenia Św. Krzyża. W 1914 został proboszczem parafii Przemienienia Pańskiego w Łodzi. Podczas I wojny światowej podjął się budowy domu parafialnego przy kościele oraz finansował wykończenie budowy kościoła, a także utworzył 4-klasową szkołę z kursem gimnazjalnym, w której sam uczył, i do której dzieci z biednych rodzin mogły uczęszczać za darmo, a także zapewniał im materiały szkolne, ubrania oraz prowadził kuchnię dla dzieci. Szkoła przetrwała do 1922. Ponadto zakładał również kuchnie dla dorosłych, ochronki dla 480 dzieci, przytułki oraz szwalnie, które prowadził oraz finansował.
W 1922 otrzymał tytuł kanonika kapituły katedralnej. W 1925 został profesorem Seminarium Duchownego w Łodzi oraz wizytatorem nauki religijnej w szkołach, samemu wykładając religię w Żeńskiej Szkole Handlowej. W tym samym roku został mianowany sędzią prosynodalnym oraz rektorem bursy dla młodzieży.

### Życie prywatne
Malinowski był synem Ksawerego Malinowskiego i Marii z domu de Didier. Jego rodzina była majętna, co umożliwiało mu finansować jego inicjatywy związane z budową obiektów sakralnych oraz z działalnością charytatywną. Został pochowany na cmentarzu Powązkowskim w grobie rodzinnym lub cmentarzu Zarzew.

## Upamiętnienie
W latach 1934–1951 w Łodzi na osiedlu Koziny istniała ul. Ryszarda Malinowskiego, w 1951 przemianowana na ul. Stanisława Kunickiego.